# Sextus Afranius Burrus
Sextus Afranius Burrus (Gallia Narbonensis provincia, Vasio i. sz. 1. – Róma, 62) ókori római katona, a praetorianusok parancsnoka, politikus.

## Élete
Nero római császár anyja, Agrippina ajánlására lett praefectus praetorio, vagyis a praetorianusok parancsnoka 51-52 körül. E tisztségét 62-ig töltötte be. Agrippina döntésében szerepet játszott az is, hogy biztosítani akarta fia, Nero császári címét Claudius római császár halála után. Nero uralkodásának első nyolc évében Senecával együtt Burrus is tanácsadója volt a császárnak, ami kiegyensúlyozott korszakot jelentett Nero kormányzása alatt. Nem fogadta el, hogy Nero több merényletet kísérelt meg saját anyja, Agrippina és felesége, Claudia Octavia ellen.
Feltehető, hogy Nero megmérgezte, mivel egyre kevésbé támogatta kegyetlen elképzeléseit.

## Fordítás
- Ez a szócikk részben vagy egészben  a   Sexto Afranio Burro című angol Wikipédia-szócikk ezen változatának fordításán alapul.  Az eredeti cikk szerkesztőit annak laptörténete sorolja fel. Ez a jelzés csupán a megfogalmazás eredetét és a szerzői jogokat jelzi, nem szolgál a cikkben szereplő információk forrásmegjelöléseként.